# Comté de Brunswick (Basse-Saxe)
Pour les articles homonymes, voir Comté de Brunswick et Brunswick.
Le Comté de Brunswick est un comté du duché de Saxe médiéval. Il existe du IXe siècle jusqu'en 1235, quand il est érigé en duché, devenant le duché de Brunswick-Lunebourg.

## Historique
Le comté se développe à partir des domaines de la dynastie des Brunonides centrés autour de la cité de Brunswick et élargis par les héritages d'Henri de Nordheim autour de Northeim et Göttingen et d'une partie de la succession des Billungs autour de Lunebourg, qui reviennent à la maison des Welfs en 1106. Quand le duché de Saxe est réorganisé après la chûte d'Henri le Lion en 1180, le comté devient de facto indépendant du duché de Saxe dont la nouvelle dynastie des ducs Ascaniens ne parvient pas à établir son contrôle. En 1203, les trois fils du duc Henri le Lion divisent le comté entre eux; Henri reçoit la partie ouest incluant Hanovre et Göttingen, Guillaume reçoit la partie autour de Lunebourg, et le roi Othon le territoire autour de « Braunschweig ». L'indépendance du Brunswick est reconnue quand il est promu duché de Brunswick-Lunebourg en 1235 au profit d'Othon l'Enfant, fils de Guillaume de Lunebourg et elle perdure jusqu'en 1918.

## Liste des comtes

### Brunonides
- Bruno Ier (en fonction avant 991, † 1015/16)
- Liudolf († 1038), fils du précédent
- Bruno II († 1057), fils ainé du précédent
- Egbert Ier († 1068), frère du précédent
- Egbert II († 1090), fils du précédent, déposé, sans descendance

### Dynastie de Northeim
- Henri Le Gros († 1101), époux de la sœur d'Egbert II

### Dynastie de Supplimbourg
- Lothaire de Supplinbourg († 1137), en épousant Richenza, fille du précédent; regroupe les fiefs du duché de Saxe ; futur empereur du Saint Empire sous le nom de Lothaire II ou III (1133-1137)

### Welfs
- Henri le Fier († 1139), &poux de Gertrude, fille du précédent, duc de Saxe et de Bavière
- Henri le Lion, fils du précédent, (déposé 1180, † 1195)

- Guillaume de Lunebourg († 1213), fils cadet du précédent
- Henri IV du Palatinat († 1227), fils ainé de Henri le Lion
- Othon IV du Saint-Empire († 1218), autre fils de Henri le Lion, brièvement couronné empereur du Saint-Empire
- Othon l'Enfant († 1252), fils de Guillaume, ancêtre de la branche des Brunswick-Lunebourg

## Articles liés
- Brunonides
- Maison de Brunswick
- Duché de Brunswick-Lunebourg

## Sources
- (en) Cet article est partiellement ou en totalité issu de l’article de Wikipédia en anglais intitulé « County of Brunswick » (voir la liste des auteurs), édition du 26 mai 2014.
- Anthony Stokvis, Manuel d'histoire, de généalogie et de chronologie de tous les États du globe, depuis les temps les plus reculés jusqu'à nos jours, préf. H. F. Wijnman, Israël, 1966, Margraves de Thuringe, Misnie et Lusace: « Maison des Brunons » et tableau généalogique.